# 第二次伊普爾戰役
第二次伊珀尔战役是第一次世界大战西线战场的一次战役，发生于1915年4月22日至5月25日，参战方为协约国英国、法国、比利时和德意志帝国，双方为争夺比利时西部重镇伊珀尔而展开争夺。1914年秋双方曾爆发第一次伊珀尔战役。此次战役是人类历史上第一次大規模使用化学武器的战例。德国使用了由知名化学家弗里茨·哈伯开发并亲自指导使用的毒气，造成协约国5000名法国和比利时士兵死亡。此次战役不分胜负。

## 背景
德国知名化学家瓦尔特·能斯特在1914年作为志愿者加入德国陆军担任司机，在前线，他发现战壕导致战事僵持，于是向德军总参谋部负责与科学家联络的军官马克斯·鲍尔提议使用催泪弹奇袭，从而清空敌方战壕。在观察了野外测试后，弗里茨·哈伯提出使用重于空气的氯气。德军司令埃里希·冯·法金汉同意了这一提议。

## 延伸阅读
- Croddy, E.; Wirtz, J. J. . ABC-CLIO. 2005. ISBN 978-1-85109-490-5.
- Greenfield, R. A.; Brown, I. M.; Hutchins, J. B.; Iandolo, J. J.; Jackson, R.; Slater, L. M.; Bronze, M. S. . Am. J. Med. Sci. 2002, 323 (6): 326–340. PMID 12074487. doi:10.1097/00000441-200206000-00005.
- Haber, L. F. . Oxford: Clarendon Press. 1986. ISBN 978-0-19-858142-0.
- Hobbes, N. . Atlantic Books. 2003. ISBN 978-1-84354-229-2.
- Nicholson, G. W. L.  (PDF). Official History of the Canadian Army in the First World War 2nd corr. online. Ottawa: Queen's Printer and Controller of Stationary. 1964 [1962]  [7 January 2018]. OCLC 557523890. （原始内容存档 (PDF)于2011-08-26）.